# Art du trait de charpenterie
L'art du trait de charpenterie regroupe les moyens graphiques en usages depuis le XIIIe siècle en France permettant d’exprimer par le dessin et avec la plus grande précision la réalité des volumes d’un édifice, de leur pénétrations ainsi que les caractéristiques des pièces de bois qui permettent de les composer. Il fait l’objet d’un enseignement particulier, tout à fait distinct de la théorie et de la pratique de l’architecture. Par ce procédé le charpentier peut déterminer au sol et en préfabrication toutes les pièces, aussi complexes soient elles, et, ainsi, être certain qu'au moment de la mise en place de la charpente tous les assemblages les plus complexes et les plus volumineux s'emboîtent parfaitement.

## Histoire
Les traditions compagnonniques attribuent l'invention du trait à Pythagore lequel aurait été initié à la tradition des bâtisseurs égyptiens.
Eugène Viollet-le-Duc, dans l'article : Trait (art du) de son Dictionnaire raisonné de l’architecture française du XIe au XVIe siècle, estime que le trait de charpenterie fut élaboré par les maitres et les compagnons charpentiers à la fin du XIIe siècle, sur les grands chantiers de France, en même temps que la stéréotomie, qui est l'art du trait de la pierre, était inventée par les appareilleurs, maitres tailleurs de pierre.
En 1766, Gaspard Monge commence à enseigner la géométrie descriptive qu'il a inventée en s'inspirant de l'art du trait. Il démontre, généralise et rationalise les méthodes de tracé compagnonniques puis il publie ses travaux en 1770. L'usage industriel et les normalisations qui en ont résulté aboutissent au dessin technique dès le début du XIXe siècle.
Nicolas Fourneau (1722-1792), professeur à l'École nationale des ponts et chaussées, est une autre figure importante dans l'élaboration des techniques du trait de charpenterie en France. L'édification de lucarnes guitardes témoigne par leur exécution exceptionnelle, du passage et de la signature d'un charpentier d'exception. On lui doit plusieurs ouvrages sur le sujet, illustrés de nombreuses planches.
Le compagnonnage en France a rapidement contribué à la diffusion et au développement du trait. Sa maîtrise progressive permettait d’accompagner la progression initiatique des itinérants. Faire montre d’une connaissance de plus en plus affinée du trait et de ses applications a toujours été le corollaire d’une progression morale et technique très valorisée dans les sociétés compagnonniques. Le trait aujourd’hui n’est plus le seul apanage de l’enseignement compagnonnique. Il se pratique dans certains points du territoire français, en particulier les centres de formation, lycées professionnels, mais aussi dans les entreprises dont il est parfois l'activité quotidienne.
En 2009 l'UNESCO inscrit « la tradition du tracé dans la charpente française » sur la liste représentative du patrimoine culturel immatériel de l'humanité, après que ce savoir-faire a été inscrit à l'Inventaire du patrimoine culturel immatériel en France.

### Liens Externes
- Site des charpentiers d'Europe et d'ailleurs